# Сарышка
Сарышка́ (баш. Сырышҡы) — деревня в Белорецком районе Республики Башкортостан России. Входит в состав Зигазинского сельсовета.

## География

### Географическое положение
Расстояние до:
- районного центра (Белорецк): 114 км,
- центра сельсовета (Зигаза): 14 км,
- ближайшей ж.-д. станции (Улу-Елга): 68 км.

## Население
| 2002 | 2009 | 2010 |
| ---- | ---- | ---- |
| 6    | ↘0   | ↗1   |

Согласно переписи 2002 года, преобладающая национальность — башкиры (100 %).